# Dreams (jeu vidéo, 2020)
Pour les articles homonymes, voir Dreams (homonymie).
Dreams est un jeu créatif développé par Media Molecule et édité par Sony Interactive Entertainment. Il est sorti le 14 février 2020 sur PlayStation 4.
Le film A Winter's Journey, dont le tournage est prévu pour juin 2022 en Pologne, produit par Sony Pictures avec John Malkovich a été en partie réalisé avec ce jeu.[réf. nécessaire]
Dans cet outil de création, vous pouvez explorer les rêves (jeux, expériences audiovisuelles, art graphique, musique, sculptures,...) et les créer. Le concept de Dreams est d’offrir un accès simple et intuitif à la programmation, la production de musique ou la création de cinématique, sans matériel ou expérience, et de favoriser un contenu créé par les rêveurs (les joueurs).

## Développement
Dreams est présenté à l'E3 2015 comme un jeu reposant sur le contenu créé par les utilisateurs, à l'instar des précédents jeux du studio Media Molecule comme Little Big Planet. Le jeu entre en accès anticipé en avril 2019. En décembre 2019, la sortie du jeu est annoncée pour le 14 février 2020.
Le 22 juin 2020, une mise à jour importante est publiée, permettant notamment le support du PS VR pour la création de rêves et les voyages oniriques.
Dreams était disponible pour tous les abonnés du service PlayStation Plus durant le mois d'août 2023.

## Univers
Les joueurs peuvent explorer le Dreamiverse, un univers de possibilités vaste et sans fin, situé dans le subconscient des humains, et les rêves sous la forme de follets. Le Dreamiverse est alimenté par l'énergie des follets et leurs idées. 

## Mm Originals
L'outil inclus plusieurs créations officielles exclusives au jeu.

### Le Rêve d'Art
À la sortie du jeu le 11 février 2020, la première expérience officielle crée par le studio lui-même est dévoilé. Dans le long-métrage interactif et musical nommé Le Rêve d'Art, vous incarnez Art et tentez de vous frayer un chemin dans un monde onirique afin de retrouver votre groupe. Ce rêve permet principalement de présenter les possibilités réalisables sur le jeu.

### Ancient Dangers: Les aventures d'une chauve-souris
Le 30 novembre 2021, Media Molecule met en ligne un nouveau rêve sous le nom de Ancient Dangers. Dans ce jeu, nous suivons les aventures de Scoria et Gabbro, accompagné de leur ami Herb, dans leur quête de trouver un remède pour mettre fin aux ronflements de leur grand-mère et qu'ils puissent enfin bien dormir.

### Tren
Lors de la Dreamscom 2021, John Beech, Lead-Designer chez Media Molecule, annonce son projet qui l'a expérimenté sur le jeu nommé TREN. D'abord un modèle pour les tutoriels du jeu, il est ensuite concrétisé sous la forme de jeu, il est disponible depuis le 1er août 2023. Le projet est annoncé comme un jeu d'aventure et de construction de rails où le joueur devra réaliser différentes missions en conduisant un petit train sur un circuit en bois.

## Accueil
Le jeu a reçu un accueil critique « généralement favorable » avec une moyenne de 89/100 sur Metacritic sur 80 notes, et une moyenne des joueurs de 8,7/10 sur le même site et de 8/10 sur SensCritique.
Dreams reçoit le BAFTA Games Award et le DICE Awards de la meilleure réussite technique en 2021.